# Wurzel-T-Regel
Die Wurzel-T-Regel beschreibt eine Methode zur zeitlichen Skalierung eines Diffusionsprozesses.
Die folgenden Ausführungen beziehen sich nur auf eine spezielle Anwendung in der Finanzmathematik. Andere Einsatzgebiete sind auch denkbar.

## Anwendung in der Finanzmathematik
Zeitliche Skalierung von Volatilitäten.
Geht man davon aus, dass die Volatilität über die Zeit konstant bleibt, können Volatilitäten stetiger Verzinsungen von verschiedenen Zeiträumen oder auch Haltedauern mittels eines als (Quadrat-)Wurzel-t-Regel  bekannten Zusammenhangs untereinander umgerechnet werden.
{\displaystyle {\text{Vola}}_{\text{neu}}={\text{Vola}}_{\text{alt}}\cdot {\sqrt {T_{\text{neu}}/T_{\text{alt}}}}}
{\displaystyle T_{\text{neu}}} und {\displaystyle T_{\text{alt}}} sind hierbei die Haltedauern bzw. Zeitspannen.
Beispiel:
{\displaystyle {\text{Vola}}_{\text{30 Kalendertage}}={\text{Vola}}_{\text{1 Handelstag}}\cdot {\sqrt {T_{\text{22 Handelstage}}/T_{\text{1 Handelstag}}}}={\text{Vola}}_{\text{1 Handelstag}}\cdot {\sqrt {22}}}
d. h. wenn die Tagesvolatilität 2 % betragen würde, entspräche die Monatsvolatilität 2 % multipliziert mit Wurzel 22, also 9,38 %. Dabei wurde von 22 Handelstagen im Monat ausgegangen.
Die Normalverteilungsannahme ist hierfür nicht zwingend Voraussetzung, jedoch ist zu beachten, dass beispielsweise bei schiefen, also unsymmetrischen, Verteilungen sich durch die Veränderung der Haltedauer auch der Erwartungswert ändert. Bei der Verdoppelung der „Haltedauer“ beispielsweise einer Poisson-Verteilung, was einer Faltung gleichkommt, verdoppelt sich deren Varianz. Damit steigt, wie im oberen Beispiel, die Standardabweichung (Wahrscheinlichkeitstheorie) in der Quadratwurzel davon an. Jedoch hat sich auch der Erwartungswert verdoppelt. Somit dürfte eine halbwegs symmetrische Verteilung für die Anwendung dieser Regel Voraussetzung sein.
Da die Zeitreihen von Preisen an den Finanzmärkten (Aktienkurse, Devisenkurse etc.) im Allgemeinen keine konstante Volatilität aufweisen (also heteroskedastisch sind), kann die Wurzel-T-Regel hier zu erheblichen Fehlern führen.